# Plebiscyt Tygodnika Żużlowego 2012
23. Plebiscyt Tygodnika Żużlowego na najlepszego żużlowca Polski zorganizowano w 2012 roku.

## Wyniki

### Najpopularniejsi żużlowcy
1. Tomasz Gollob - Stal Gorzów Wielkopolski
2. Jarosław Hampel - Unia Leszno
3. Przemysław Pawlicki - Unia Leszno
4. Patryk Dudek - Falubaz Zielona Góra
5. Janusz Kołodziej - Unia Tarnów
6. Maciej Janowski - Unia Tarnów
7. Tomasz Jędrzejak - WTS Wrocław
8. Krzysztof Kasprzak - Stal Gorzów Wielkopolski
9. Krzysztof Buczkowski - Polonia Bydgoszcz
10. Stanisław Burza - Wanda Kraków

### Najpopularniejsi obcokrajowcy
1. Nicki Pedersen - Wybrzeże Gdańsk
2. Chris Holder - Unibax Toruń
3. Greg Hancock - Unia Tarnów
4. Emil Sajfutdinow - Polonia Bydgoszcz
5. Ryan Sullivan - Unibax Toruń

### Inne wyróżnienia
Najsympatyczniejszy zawodnik: Przemysław Pawlicki (Unia Leszno)
Widowiskowa jazda: Patryk Dudek (Falubaz Zielona Góra)
Mister elegancji: Piotr Protasiewicz (Falubaz Zielona Góra)
Najpopularniejszy trener Enea Ekstraligi: Marek Cieślak (Unia Tarnów)
Najpopularniejszy trener I ligi: Lech Kędziora (Start Gniezno)
Najpopularniejszy trener II ligi: Piotr Żyto (Kolejarz Opole)
Działacz roku Enea Ekstraligi: Józef Dworakowski (Unia Leszno)
Działacz roku I ligi: Zbigniew Fiałkowski (GKM Grudziądz)
Działacz roku II ligi: Dariusz Cieślak (Kolejarz Rawicz)
Objawienie sezonu: Krystian Pieszczek (Wybrzeże Gdańsk)
Junior roku: Bartosz Zmarzlik (Stal Gorzów Wielkopolski)
Fair play: Tomasz Jędrzejak (WTS Wrocław) - spełnił ostatnią wolę młodego kibica
Pechowiec roku: Podobnie jak w latach 1992 i 1993 odstąpiono od przyznania tego wyróżnienia w związku ze śmiercią na torze Lee Richardsona
Dętka roku: Dla wszystkich osób, które doprowadziły do ogłoszenia walkowera w meczu Unibax Toruń - Unia Tarnów
Krajowa impreza roku: O Koronę Bolesława Chrobrego – Pierwszego Króla Polski w Gnieźnie
Międzynarodowa impreza roku: GP Polski w Toruniu